# Yusuf
Yusuf, in Südosteuropa auch Jusuf (arabisch يوسف – auch Yousef, Yousuf, Youssef, Yusef, Yousif, Yossef oder Yosef), ist ein arabischer und türkischer männlicher Vorname hebräischer Herkunft analog zu Josef.
Yusuf ist einer der Propheten im Koran und entspricht dem biblischen Stammvater Josef. Yusuf kommt auch als Familienname vor.

## Namensträger
- Liste der Herrscher namens Yusuf

### Osmanische Zeit
- Yusuf Franko Pascha (1855–1933), griechisch-katholischer Politiker
- Yusuf Izzettin Efendi (1857–1916), Thronfolger des osmanischen Throns

### Vorname
- Yusuf Abdioğlu (* 1989), türkischer Fußballspieler
- Yusuf Akçura (1876–1935), tatarisch-osmanischer Aktivist und Ideologe des Panturkismus
- Yusuf Akyel (* 1991), türkischer Fußballspieler
- Yusuf Alli (* 1960), nigerianischer Weitspringer
- Yusuf Altıntaş (* 1961), türkischer Fußballspieler
- Yusuf Atılgan (1921–1989), türkischer Schriftsteller
- Yusuf Balcıoğlu (* 1993), türkischer Fußballspieler
- Yusuf Barak (* 1984), afghanischer Fußballspieler
- Yusuf Barası (* 2003), türkisch-niederländischer Fußballspieler
- Yusuf Ziya Bey (1882–1925), kurdischer Politiker
- Yusuf Çoban (* 1996), deutsch-türkischer Fußballspieler
- Yusuf Dadoo (1909–1983), südafrikanischer Politiker (SACP)
- Yusuf Erdoğan (* 1992), türkischer Fußballspieler
- Yusuf Emre Gültekin (* 1993), türkischer Fußballspieler
- Yusuf Mohammed Haji (1940–2021), kenianischer Politiker
- Yusuf Halil (* 1991), türkischer Eishockeyspieler
- Yusuf Idris (1927–1991), ägyptischer Schriftsteller
- Yusuf İsmail (1857–1898), Ringer aus dem Osmanischen Reich
- Yusuf Saad Kamel (Geburtsname Gregory Konchellah; * 1983), bahrainischer Leichtathlet kenianischer Herkunft
- Yusuf Fırat Kaplan (* 1998), türkischer Fußballspieler
- Yusuf al-Khal (1917–1987), syrischer Schriftsteller und Übersetzer
- Yusuf Kurtuluş (* 1986), türkischer Fußballspieler
- Yusuf Lule (1912–1985), ugandischer Politiker
- Yusuf Ziya Özcan (* 1951), türkischer Sozialwissenschaftler und Hochschullehrer
- Yusuf Sağ (* 1935), türkischer Geistlicher syrisch-katholischen Kirche
- Yusuf Salim (1929–2008), US-amerikanischer Jazzpianist und -komponist
- Yusuf Şimşek (* 1975), türkischer Fußballspieler
- Yusuf Songoka (* 1979), kenianischer Langstreckenläufer
- Yusuf Tavaslı (* 1935), türkischer Autor und Geistlicher
- Yusuf Tunaoğlu (1946–2000), türkischer Fußballspieler
- Yusuf Yeşilöz (* 1964), deutschsprachiger türkisch-kurdischer Autor
- Yusuf Zuayyin (1931–2016), syrischer Politiker

### Familienname

#### FormJussuf
- Jussuf, Pseudonym von Emil Faktor, (1876–1942), deutscher Theaterkritiker, Redakteur und Schriftsteller
- Mahamud Ali Jussuf, dschibutischer Diplomat und Politiker
- Schodmon Jussuf (1949–2025), tadschikischer Politiker und Hochschullehrer

#### FormYusuf
- Abdulla Yusuf Helal (* 1993), bahrainischer Fußballspieler
- Abdullahi Ahmed Yusuf, Verhaltensökologe
- Abdulqawi Ahmed Yusuf (* 1948), somalischer Jurist und Richter
- Ade Yusuf (* 1993), indonesischer Badmintonspieler
- Al-Aziz Yusuf (* 1424), Sultan der Mamluken in Ägypten
- Alhassan Yusuf (* 2000), nigerianischer Fußballspieler
- An-Nasir Yusuf († 1260), Ayyubide, Emir von Aleppo und Homs, Sultan von Damaskus
- Eddy Yusuf (1931–2003), indonesischer Badmintonspieler
- Fatima Yusuf (* 1971), nigerianische Leichtathletin
- Hamza Yusuf (* 1958), US-amerikanischer islamischer Gelehrter
- Kadra Yusuf (* 1980), somalisch-norwegische Frauenrechtlerin
- Mahjiddin Jusuf (1918–1994), indonesischer islamischer Gelehrter
- Mohammad Yusuf (Politiker) (1914–1998), afghanischer Physiker, Politiker und Diplomat
- Mohammad Yusuf (General), indonesischer General in den 1970er Jahren
- Mohammed Yusuf (Fußballspieler) (* 1983), nigerianischer Fußballspieler
- Mohammed Abdi Yusuf (* 1941), somalischer Politiker, Premierminister
- Ustaz Mohammed Yusuf (1970–2009), nigerianischer Prediger und Sektenführer
- Muhammad Sodiq Muhammad Yusuf (1952–2015), usbekischer Mufti
- Mulai Yusuf (1882–1927), Sultan der Alawiden in Marokko
- Osman Yusuf (1920–1982), türkischer Schauspieler
- Šaip Jusuf (~1933–2010), jugoslawischer Autor
- Salim Yusuf (* 1952), kanadisch-indischer Kardiologe und Epidemiologe
- Sami Yusuf (* 1980), britischer Sänger und Komponist
- Samia Yusuf Omar (1991–2012), somalische Leichtathletin
- Shahzada Muhammad Yusuf (1895–1979), britisch-afghanischer Hockeyspieler
- Ustaz Mohammed Yusuf (1970–2009), nigerianischer Prediger und Sektenführer
- Zaida Ben-Yusuf (1869–1933), US-amerikanische Fotografin

#### FormYussof
- Mohd Fakhrul Zulhzami Yussof (* 1991), bruneiischer Fußballspieler
- Muhammad Wardun Yussof (* 1981), bruneiischer Fußballspieler

#### FormYoussouf
- Abanga Youssouf (* 1996), tschadischer Fußballspieler
- Abdou Sidi Youssouf (* 1978), komorischer Fußballspieler
- Benjaloud Youssouf (* 1994), komorischer Fußballspieler
- Faïza Soulé Youssouf (* 1985), komorische Journalistin und Schriftstellerin
- Fathia Youssouf (* 2006), französische Schauspielerin
- Hawa Ahmed Youssouf (* 1966), dschibutische Politikerin
- Ibroihim Youssouf (* 1994), komorischer Fußballspieler
- Mohamed Youssouf (* 1988), französisch-komorischer Fußballspieler
- Zaydou Youssouf (* 1999), französischer Fußballspieler

#### FormYussuf
- Ayila Yussuf (* 1984), nigerianischer Fußballspieler

### Künstlername
- Yusuf Islam (Cat Stevens; * 1948), britischer Sänger und Songwriter